# Somyalguem
Somyalguem est une localité située dans le département de Samba de la province du Passoré dans la région Nord au Burkina Faso.

## Géographie
Somyalguem se trouve à 3 km à l'est du centre de Samba, le chef-lieu du département, et de la route nationale 13 ainsi qu'à environ 45 km au sud de Yako.

## Santé et éducation
Le centre de soins le plus proche de Somyalguem est le centre de santé et de promotion sociale (CSPS) de Samba tandis que le centre médical avec antenne chirurgicale (CMA) de la province se trouve à Yako.
Somyalguem possède une école primaire publique en dur.